# Hishimonus expansivus
Hishimonus expansivus är en insektsart som beskrevs av Li 1988. Hishimonus expansivus ingår i släktet Hishimonus och familjen dvärgstritar. Inga underarter finns listade i Catalogue of Life.